# Baszkirski Uniwersytet Państwowy
Baszkirski Uniwersytet Państwowy (baszk.): Башҡорт дәүләт университеты, (ros.) Башкирский государственный университет – baszkirska publiczna uczelnia wyższa, zlokalizowana w Ufie.
Idea założenia w Ufie ośrodka wyższej edukacji dla nauczycieli pojawiała się od 1905 roku. Ostatecznie decyzja o utworzeniu instytutu prowadzącego trzyletnie studia pedagogiczne została podjęta 2 lipca 1909 roku. Instytut Szkolenia nauczycieli został otwarty 4 października 1909 roku. W 1912 roku studia ukończyła pierwsza grupa absolwentów – 24 osoby.
Od 1917 roku studenci pierwszego roku byli przyjmowani do jednego z trzech zakładów: Zakładu Historii i Literatury, Zakładu Fizyki i Matematyki lub Zakładu Nauk Przyrodniczych i Geografii.
W 1919 roku instytut zmienił nazwę na Instytut Edukacji Publicznej, a w 1923 na Instytut Praktyczny. Zaczęto wówczas kształcić na nim specjalistów w dziedzinie rolnictwa. Kolejna zmiana nazwy miała miejsce w 1929 roku – uczelnia została przemianowana na Baszkirski Państwowy Instytut Pedagogiczny, a jej patronem został Klimient Timiriaziew. W 1930 przeprowadzono reorganizację wewnętrznej struktury instytutu. Dotychczasowe zakłady zostały przekształcone w wydziały: Wydział Historii i Filologii, Wydział Fizyki i Matematyki Wydział Nauk Przyrodniczych i Wydział Geografii.
W 1957 roku instytut został przekształcony w Baszkirski Uniwersytet Państwowy.